# Lou Bega
David Loubega (Munique, 13 de Abril de 1975), conhecido por Lou Bega, é um cantor alemão. Sua canção de 1999, "Mambo No. 5", um remake da peça instrumental de Pérez Prado de 1949, alcançou o número 1 em muitos países europeus e foi indicada ao Grammy. Bega adicionou suas próprias palavras à canção e sampleou a versão original extensivamente. A assinatura musical da Bega consiste em combinar elementos musicais das décadas de 1940 e 1950 com ritmos modernos.
Lou Bega possui uma ascendência multicultural: a mãe é uma médica italiana da Sicília e o pai africano de Uganda. Contudo, Lou Bega passou sua infância toda entre Miami e a Baviera, na Alemanha.

## Vida pessoal
Bega nasceu em 13 de abril de 1975 em Munique, Alemanha Ocidental, de mãe siciliana e pai ugandense. Seu pai foi para a Alemanha em 1972, para estudar biologia na Universidade de Munique, (antiga Alemanha Ocidental). Até aos seis anos de idade, Bega passou mais tempo com sua mãe siciliana na Itália. Em seguida, eles passaram a viver permanentemente em Munique, onde Bega frequentou a escola primária alemã. Na adolescência, ele morou um ano e meio em Miami, Flórida, onde encontrou a inspiração para o seu single de sucesso, "Mambo No. 5 (A Little Bit of...)". Bega também viveu em Uganda (África) durante meio ano. Atualmente ele vive em Berlim.

## Carreira
Começou sua carreira musical como rapper. Aos 13 anos de idade fundou um grupo de hip hop com dois outros meninos. Levaria dois anos para que o primeiro CD de Bega e seus amigos lançarem um CD em 1990. Quando morava em Miami, descobriu a música latina. De  volta à Alemanha, os produtores Goar Biesenkamp (mais conhecido como Goar B) e Achim Kleist (da Sindicato Musicproduction) reconheceram seu talento. Bega assinou um contrato de gravação com o selo Lautstark. Em 1999, seu primeiro single "Mambo No. 5" tornou-se um hit instantâneo  em vários países europeus, incluindo Alemanha e França, e também nos Estados Unidos. O tema foi utilizado pela emissora de televisão britânica Channel 4 para a sua cobertura do Test Cricket Match entre 1999 e 2005.
Em 19 de julho de 1999, ele lançou o álbum A Little Bit of Mambo, alcançando a 3ª posição nos Estados Unidos e Alemanha. No Reino Unido o álbum atingiu apenas o 50ª lugar. A Little Bit of  Mambo alcançou a 1ª posição na parada de álbuns da Áustria, Canadá, Finlândia, Hungria, Oriente Médio, Portugal e Suíça. O segundo single, "I Got a Girl", chegou a entrar no Top 10 em alguns países europeus, incluindo França, Finlândia e Bélgica.
O segundo álbum de estúdio, Ladies and Gentlemen, foi lançado em 28 de maio de 2001. Nem o álbum nem os singles alcançaram o grande sucesso comercial de A Little Bit of Mambo. O disco incluía "Baby Keep Smiling", um dueto com Compay Segundo, do Buena Vista Social Club, e também a famosa canção "Just a Gigolo / I Ain't Got Nobody".
Lou Bega também escreveu a canção tema para o desenho animado Marsupilami, além de atuar como co-letrista da banda Groove Coverage. Seu terceiro álbum de estúdio, Lounatic, foi lançado em 10 de maio de 2005. O primeiro single foi "Bachata", seguido de "You Wanna Be Americano" e "Conchita".
O quinto álbum de estúdio de Bega, "A Little Bit of 80's", foi lançado em 28 de junho de 2013, na Alemanha, pela Ariola (Sony Music). Nesse álbum, Bega novamente cobriu hits internacionais clássicos, incluindo "Smooth Operator" (1984) de Sade, "I'm So Excited" (1982) de The Pointer Sisters, "Vamos à la playa" (1983) de Righeira. "Red Red Wine" (1968) por Neil Diamond e Karma Chameleon (1983) pelo Culture Club. O primeiro single de Bega em seu quinto álbum, no entanto, foi "Give It Up ", lançado na Alemanha em 14 de junho de 2013. A canção atingiu o sexto lugar na Alemanha.
Em 28 de agosto de 2021, Lou Bega lança o álbum "90s Cruiser", com 12 faixas, todas versões de sucessos dos anos 1990,  mas apenas 3 faixas (lançadas como singles) estão disponíveis no Spotify. 

## Discografia
- A Little Bit of Mambo (1999)
- Ladies and Gentlemen (2001)
- Lounatic (2005)
- Free Again (2010)
- A Little Bit Of 80s (2013)
- 90s Cruiser (2021) [4]